# Sand Castle
『Sand Castle』（サンド・キャッスル）は、1983年12月1日に発売された浜田省吾の初のセルフカバー・アルバム。

## 背景
浜田がホリプロを離れて、新たに設立した個人事務所「ロード&スカイ」に移籍し制作したアルバムで、2003年までに4作発売されているセルフカバー・バラード・セレクションの第1弾である。アルバムのテーマは「20代の若い恋人達の甘く切ない恋の物語」である。同じセルフカバー・バラード・セレクションのシリーズの位置付けとしては、10代の『EDGE OF THE KNIFE』の次、30代の『Wasted Tears』の前という位置である。
2003年9月26日に、バラードセレクション第4弾『初秋』の発売を受けて、リマスタリングされ再発された。初回盤はデジパック仕様だった。

## 制作
アレンジは全曲佐藤準が担当した。本人によると「『LOVE TRAIN』や『Illumination』には、音が悪く、ボーカルもすごい稚拙だが、楽曲としては良いものが沢山あり、それはその頃の自分にしかもう書けないタイプの曲で、そういう曲を集め、ひとつのラブソングのトータル・アルバムを作ろうと思った。"ベスト･オブ～"の様なアルバムではなくて。ある意味でははじめてプロフェッショナルっぽいアルバムで、誰でも聞けるというポピュラリティのあるスタンダードな感じのアルバムで、時代の音ではなく長く聞けるようなサウンドでその通りの音になり、代表作のひとつになった」と解説している。

## 記録
1996年時点での累計売上は995,471枚（アナログ盤・CD・カセットを合わせた総計）。

## 収録曲

### LP盤
| 全作詞・作曲: 浜田省吾、全編曲: 佐藤準。 |                                             |           |            |                            |      |
| #                                        | タイトル                                    | 作詞      | 作曲・編曲 | 初出                       | 時間 |
| 1.                                       | 「君に会うまでは」(Before I Met You)        | 浜田省吾  | 浜田省吾   | アルバム『LOVE TRAIN』     | 4:30 |
| 2.                                       | 「君の微笑」(Your Smile)                    | 浜田省吾  | 浜田省吾   | アルバム『LOVE TRAIN』     | 4:26 |
| 3.                                       | 「散歩道」(The Walking Path)                | 浜田省吾  | 浜田省吾   | アルバム『Illumination』   | 5:32 |
| 4.                                       | 「いつわりの日々」(Deceitful Days)          | 浜田省吾  | 浜田省吾   | アルバム『MIND SCREEN』    | 5:27 |
| 5.                                       | 「愛という名のもとに」(In the Name of Love) | 浜田省吾  | 浜田省吾   | アルバム『愛の世代の前に』 | 5:48 |
| 合計時間:                                | 合計時間:                                   | 合計時間: | 25:43      |                            |      |

| 全作詞・作曲: 浜田省吾、全編曲: 佐藤準。 |                                        |           |            |                                      |      |
| #                                        | タイトル                               | 作詞      | 作曲・編曲 | 初出                                 | 時間 |
| 1.                                       | 「朝のシルエット」(Morning Silhouette) | 浜田省吾  | 浜田省吾   | アルバム『MIND SCREEN』              | 5:12 |
| 2.                                       | 「丘の上の愛」(Love on the Hill)       | 浜田省吾  | 浜田省吾   | アルバム『Home Bound』               | 5:01 |
| 3.                                       | 「片想い」(One-sided Love)             | 浜田省吾  | 浜田省吾   | アルバム『Illumination』             | 4:49 |
| 4.                                       | 「陽のあたる場所」(A Place In The Sun) | 浜田省吾  | 浜田省吾   | アルバム『愛の世代の前に』           | 4:45 |
| 5.                                       | 「愛しい人へ」(To the One Love)        | 浜田省吾  | 浜田省吾   | アルバム『PROMISED LAND 〜約束の地』 | 6:07 |
| 合計時間:                                | 合計時間:                              | 合計時間: | 25:54      |                                      |      |

### CD盤
| 全作詞・作曲: 浜田省吾、全編曲: 佐藤準。 |                                             |           |            |                                      |      |
| #                                        | タイトル                                    | 作詞      | 作曲・編曲 | 初出                                 | 時間 |
| 1.                                       | 「君に会うまでは」(Before I Met You)        | 浜田省吾  | 浜田省吾   | アルバム『LOVE TRAIN』               | 4:30 |
| 2.                                       | 「君の微笑」(Your Smile)                    | 浜田省吾  | 浜田省吾   | アルバム『LOVE TRAIN』               | 4:26 |
| 3.                                       | 「散歩道」(The Walking Path)                | 浜田省吾  | 浜田省吾   | アルバム『Illumination』             | 5:32 |
| 4.                                       | 「いつわりの日々」(Deceitful Days)          | 浜田省吾  | 浜田省吾   | アルバム『MIND SCREEN』              | 5:27 |
| 5.                                       | 「愛という名のもとに」(In the Name of Love) | 浜田省吾  | 浜田省吾   | アルバム『愛の世代の前に』           | 5:48 |
| 6.                                       | 「朝のシルエット」(Morning Silhouette)      | 浜田省吾  | 浜田省吾   | アルバム『MIND SCREEN』              | 5:12 |
| 7.                                       | 「丘の上の愛」(Love on the Hill)            | 浜田省吾  | 浜田省吾   | アルバム『Home Bound』               | 5:01 |
| 8.                                       | 「片想い」(One-sided Love)                  | 浜田省吾  | 浜田省吾   | アルバム『Illumination』             | 4:49 |
| 9.                                       | 「陽のあたる場所」(A Place In The Sun)      | 浜田省吾  | 浜田省吾   | アルバム『愛の世代の前に』           | 4:45 |
| 10.                                      | 「愛しい人へ」(To the One Love)             | 浜田省吾  | 浜田省吾   | アルバム『PROMISED LAND 〜約束の地』 | 6:07 |
| 合計時間:                                | 合計時間:                                   | 合計時間: | 51:37      |                                      |      |

## 参加ミュージシャン
| 君に会うまでは - Acoustic Guitar & Gut Guitar：笛吹利明 - Strings：Joe Group - Synthesizer：佐藤準 - Synthesizer Programming：浦田恵司 - Backing Vocal：町支寛二, 浜田省吾, 佐藤準, 鈴木幹治 君の微笑 - Drums：島村英二 - Bass：岡沢茂 - Electric Guitar：今剛, 青山徹 - Electric Piano：国吉良一 - Synthesizer：佐藤準 - Synthesizer Programming：浦田恵司 - Percussion：石井宏太郎 - Accordion：風間文彦 散歩道 - Drums：渡嘉敷祐一 - Bass：岡沢茂 - Electric Guitar：今剛, 青山徹 - Acoustic Guitar：安田裕美 - Acoustic Piano：国吉良一 - Electric Piano & Synthesizer：佐藤準 - Synthesizer Programming：浦田恵司 - Percussion：斉藤ノブ - Acoustic Guitar Solo：笛吹利明 - Backing Vocal：浜田省吾, 比山清 いつわりの日々 - Drums：島村英二 - Bass：岡沢茂 - Electric Guitar：今剛, 青山徹 - Acoustic Guitar：安田裕美 - Acoustic Piano：国吉良一 - Percussion：石井宏太郎 - Strings：Joe Group - Electric Guitar Solo：青山徹 - Backing Vocal：Eve 愛という名のもとに - Drums：渡嘉敷祐一 - Bass：岡沢章 - Electric Guitar：今剛, 青山徹 - Acoustic Guitar：安田裕美 - Piano：国吉良一 - Synthesizer：佐藤準 - Percussion：斉藤ノブ - Strings：Joe Group | 朝のシルエット - Drums：渡嘉敷祐一 - Bass：岡沢章 - Electric Guitar：鈴木茂, 今剛 - Acoustic Guitar：笛吹利明 - Acoustic Piano：国吉良一 - Electric Piano & Synthesizer：佐藤準 - Synthesizer Programming：浦田恵司 - Percussion：石井宏太郎 - Backing Vocal：Eve 丘の上の愛 - Drums：山木秀夫 - Bass：Greg Lee - Electric Guitar：今剛, 青山徹 - Acoustic Guitar：吉川忠英 - Acoustic Piano：中西康晴 - Electric Piano：佐藤準 - Percussion：斉藤ノブ - Strings：Joe Group - Chorus：Miyako Yamane, 高橋香代子, 国分友里恵 片想い - Acoustic Piano, Synthesizer & CP-80：佐藤準 - Synthesizer Programming：浦田恵司 - Oboe：坂宏之 - Gut Guitar：笛吹利明 陽のあたる場所 - Drums：山木秀夫 - Bass：Greg Lee - Electric Guitar：今剛, 青山徹 - Acoustic Guitar：笛吹利明 - Acoustic Piano：中西康晴 - Electric Piano & Synthesizer：佐藤準 - Percussion：斉藤ノブ - Vibraphone：金山功 - Backing Vocal：浜田省吾, 町支寛二 愛しい人へ - Drums：渡嘉敷祐一 - Bass：岡沢章 - Electric Guitar：今剛, 鈴木茂 - Acoustic Guitar：吉川忠英 - Electric Piano, Acoustic Piano & Synthesizer：佐藤準 - Synthesizer Programming：浦田恵司 - Percussion：斉藤ノブ - Strings：Joe Group - Harp：山川恵子 - Sax：古村敏比古 |

## セルフカバー・バラード・セレクション
| 発売日        | タイトル          | 発売元       | 製造番号                   | 形態     |
| ------------- | ----------------- | ------------ | -------------------------- | -------- |
| 1983年12月1日 | Sand Castle       | CBSソニー    | 28AH1655/CSCL1170/28KH1420 | LP/CD/CT |
| 1989年9月1日  | Wasted Tears      | CBSソニー    | 32DH5269/28KH5269          | LP/CD/CT |
| 1991年9月1日  | EDGE OF THE KNIFE | Sony Records | SRCL2122/SRTL1744          | CD/CT    |
| 2003年9月26日 | 初秋              | SME Records  | SECL10004                  | SACD     |